# Reclamação
Reclamação é uma demonstração de descontentamento de um indivíduo com o fito de fazer valer os direitos.

## Em Portugal
Livro de Reclamações
O livro de reclamações é um livro de disponibilização obrigatória nos estabelecimentos em que se efetue atendimento público, no qual utentes podem registar queixas.
Pela Resolução do Conselho de Ministros n.º 189/96, de 28.11 foi instituído o carácter obrigatório da existência de livro de reclamações em todos os serviços e organismos da Administração Pública, desde 1 de Janeiro de 1997.
O livro de reclamações permite ao consumidor apresentar uma queixa no local da ocorrência: quando algo não corre bem na prestação de um serviço ou na compra de um produto, o consumidor pode solicitar o livro de reclamações e nele apresentar a sua queixa; Fá-lo no momento e no local da ocorrência. 
A reclamação é registada no livro em triplicado: um exemplar fica no livro, outro é entregue ao consumidor, outro deve ser enviado pelo responsável do estabelecimento à entidade responsável pelo sector para apreciação, que depois decide se deve ou não penalizar o estabelecimento.
Carta de reclamação - Outra forma de apresentar uma reclamação
Outra forma de o consumidor fazer uma queixa é através do envio de uma carta formal de reclamação à empresa ou entidade fornecedora. O que pode fazer posteriormente à ocorrência, com calma e clareza e juntando todas as provas necessárias. Nas situações em que nos sentimos lesados, insatisfeitos, em que o fornecedor não cumpriu as suas obrigações é importante entramos em contacto com a empresa ou entidade fornecedora, expondo a situação, solicitando uma rectificação e dando a esta a oportunidade de reparar o problema.
Poderá elaborar esta carta por si mesmo ou recorrer a serviços online que disponibilizam dicas e meios que o facilitam, ajudando os consumidores a apresentarem as suas queixas.

## No Brasil
A reclamação está prevista na Constituição Federal, a ser proposta no Supremo Tribunal Federal (CF, art. 102, I, 'l') ou no Superior Tribunal de Justiça (CF, art. 105, I, 'f'), com o intuito de preservar sua competência ou garantir a autoridade de suas decisões.
Na Justiça do Trabalho, reclamação trabalhista é o nome que se dá à ação proposta por empregado em face de empregador, ou seja, é a mais usual ação existente na Justiça do Trabalho. 
Há, em outros tribunais, a previsão da reclamação correicional ou correição parcial, que é uma medida de uma parte do processo contra ato que se alega praticado com desvio procedimental.